# 復興駅
座標: 北緯39度0分38.44秒 東経125度43分2.97秒 / 北緯39.0106778度 東経125.7174917度
復興駅（プフンえき、朝鮮語：부흥역）は、朝鮮民主主義人民共和国（北朝鮮）の平壌市平川区域にある平壌地下鉄千里馬線の駅である。同線の起点。2011年、BootsnAllが選ぶ「世界で最も美しい地下鉄停留場15選」に入選。

## 駅構造
ホームは島式、1面2線である。地下鉄駅であるが駅舎は地上に位置している。改札口からホームまではエスカレーターで移動する。ホームは地下110mにあり、世界最深級である。広いドーム型の構内には照明としてシャンデリアが用いられ、産業振興を主題とした壁画や彫刻が複数掲げられている。戸閉め合図はホーム駅員が行っている。
自動改札機を導入しており、地下鉄道電子カードをタッチできる（切符は別）。
エスカレーターの上には「主体朝鮮の太陽、金正恩将軍万歳！」（朝:주체조선의 태양 김정은장군 만세!）の文字が掲げられている。

### のりば
階段を降りた方向で説明する。
| 方向 | 路線     | 方向                      |
| ---- | -------- | ------------------------- |
| 左側 | 千里馬線 | 降車専用                  |
| 右側 | 千里馬線 | 栄光 凱旋 戦友 赤い星方面 |

### 構内ギャラリー

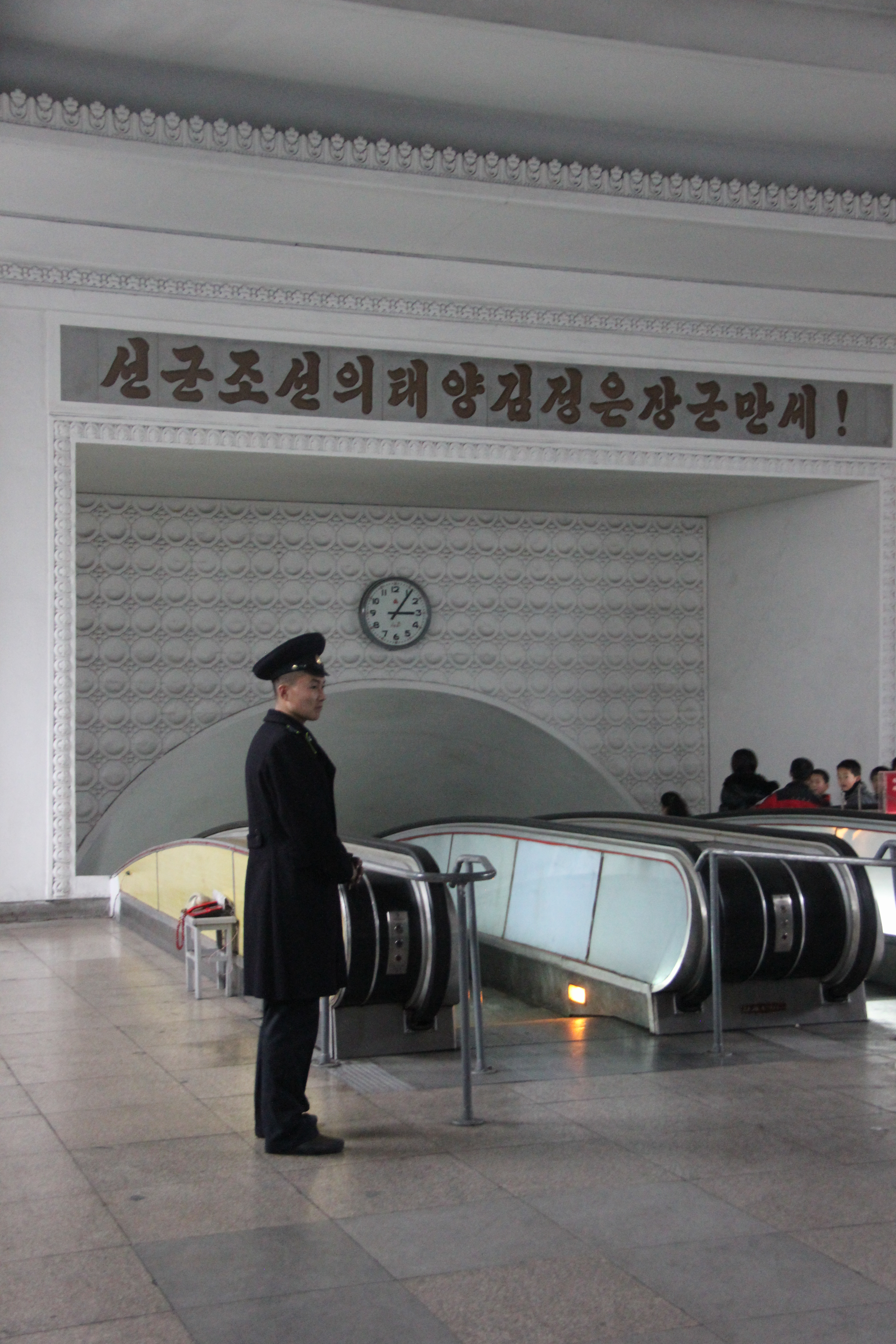
エスカレータ地上側
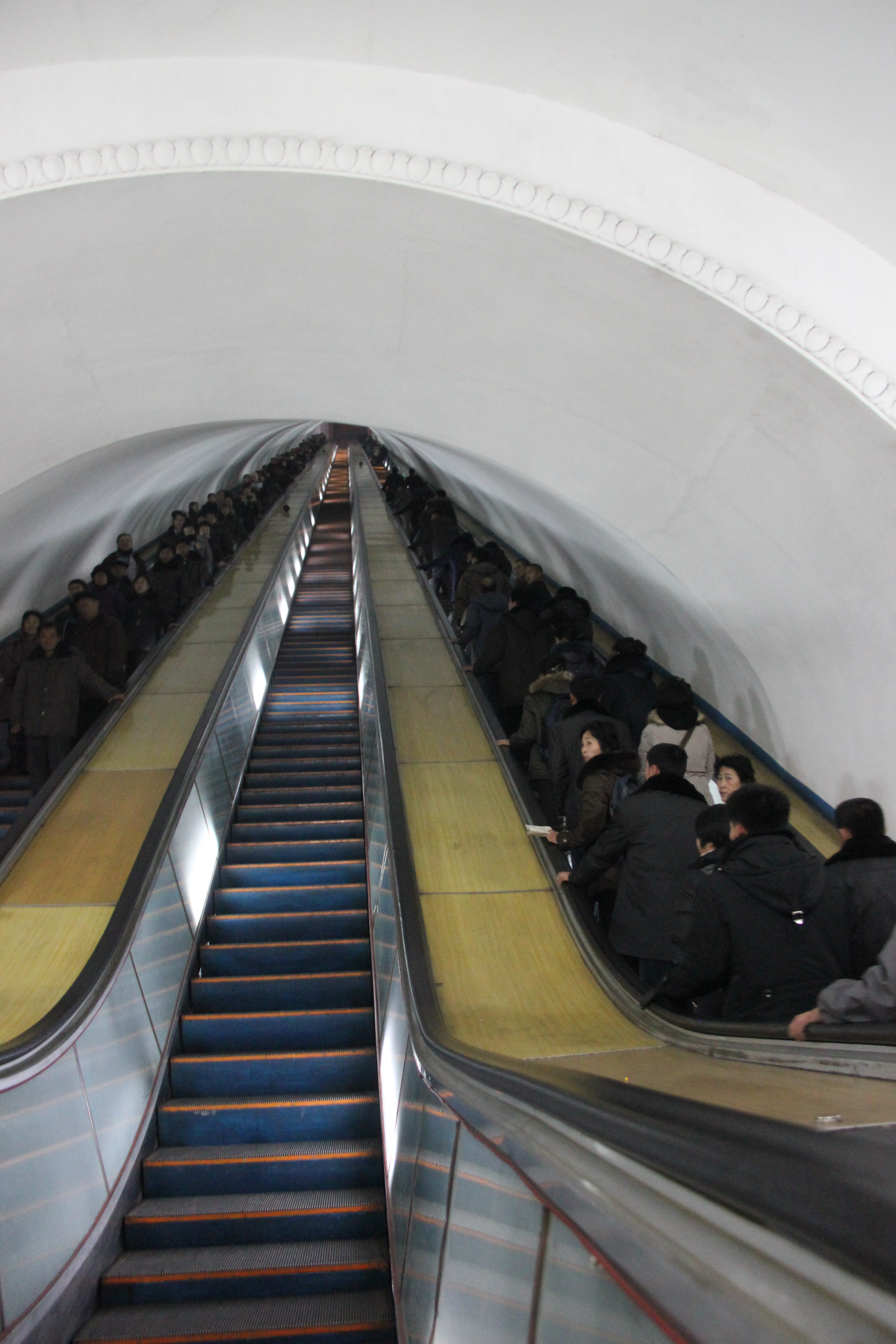
ホーム階を結ぶエスカレータ
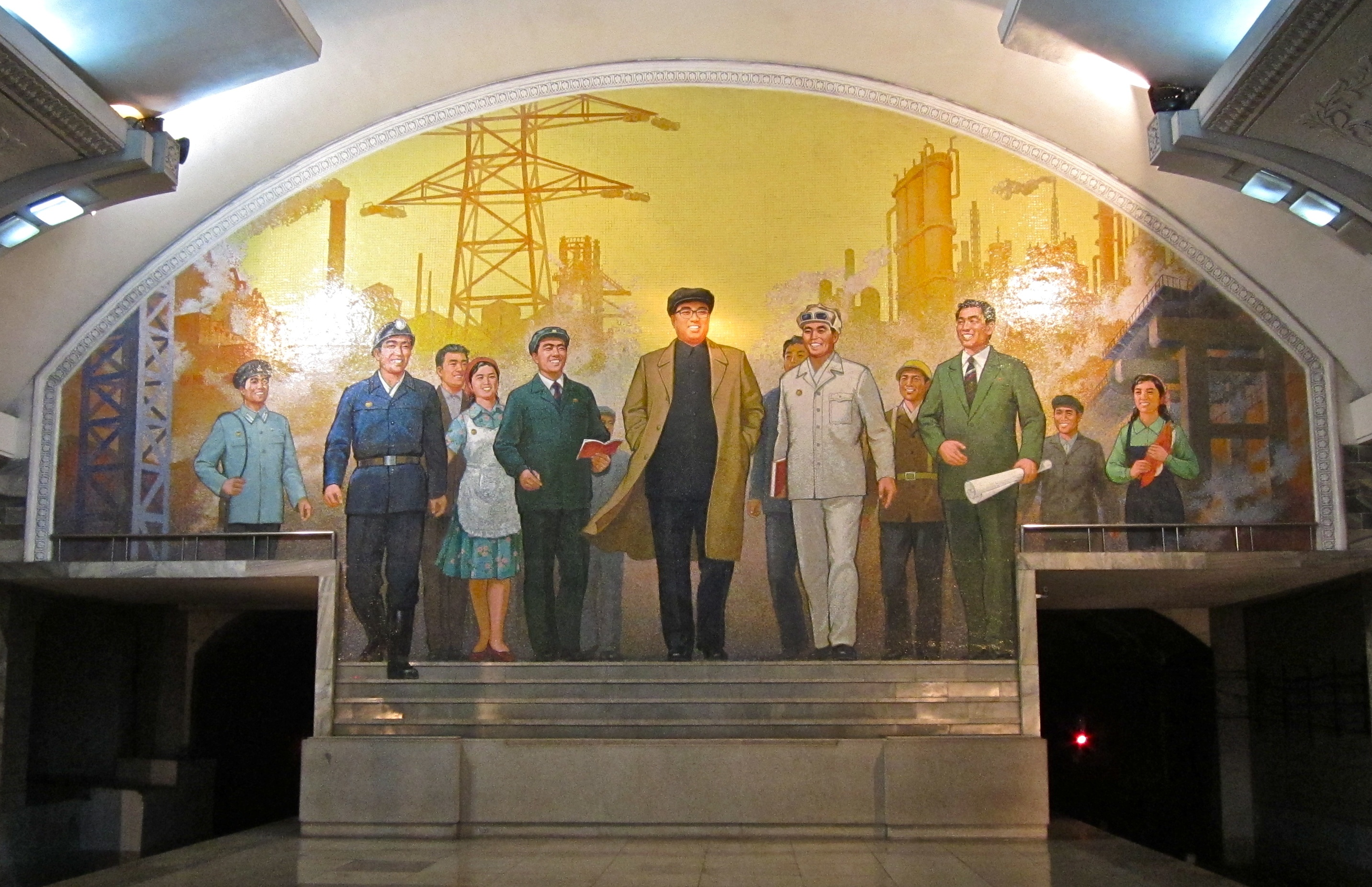
壁画（中央は金日成）
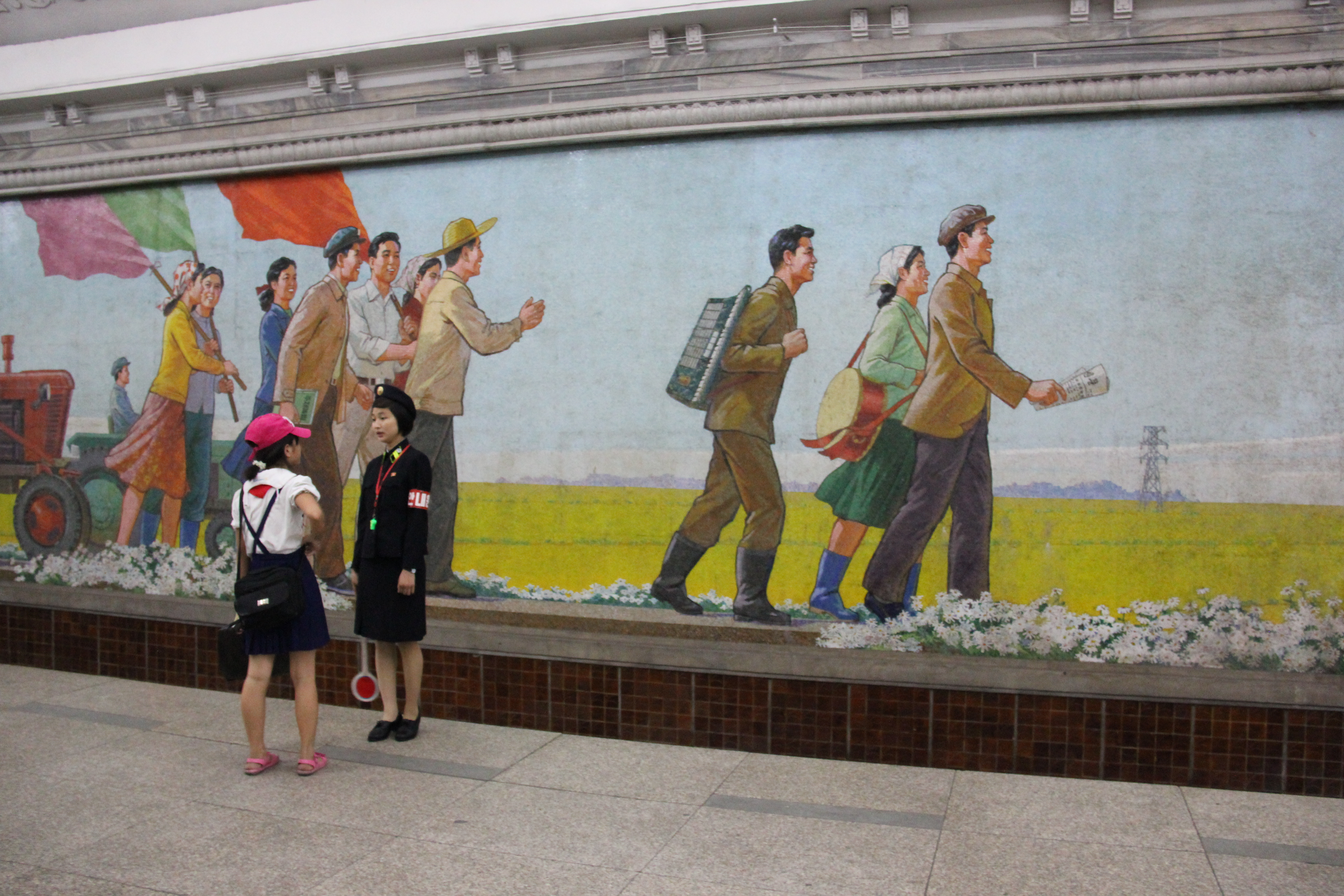
トンネル壁画
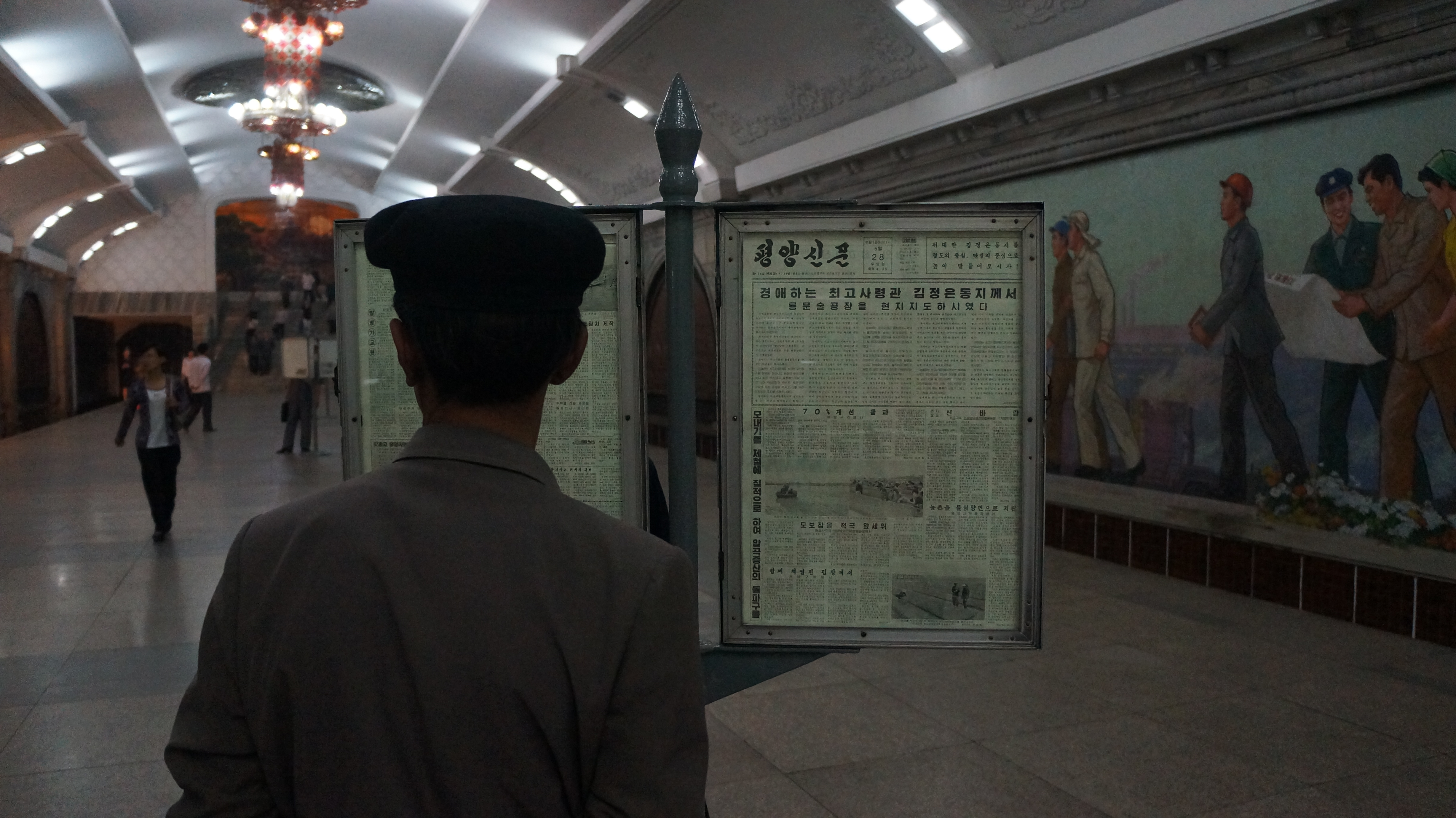
ホームで各種新聞の掲出がある（右は平壌新聞）
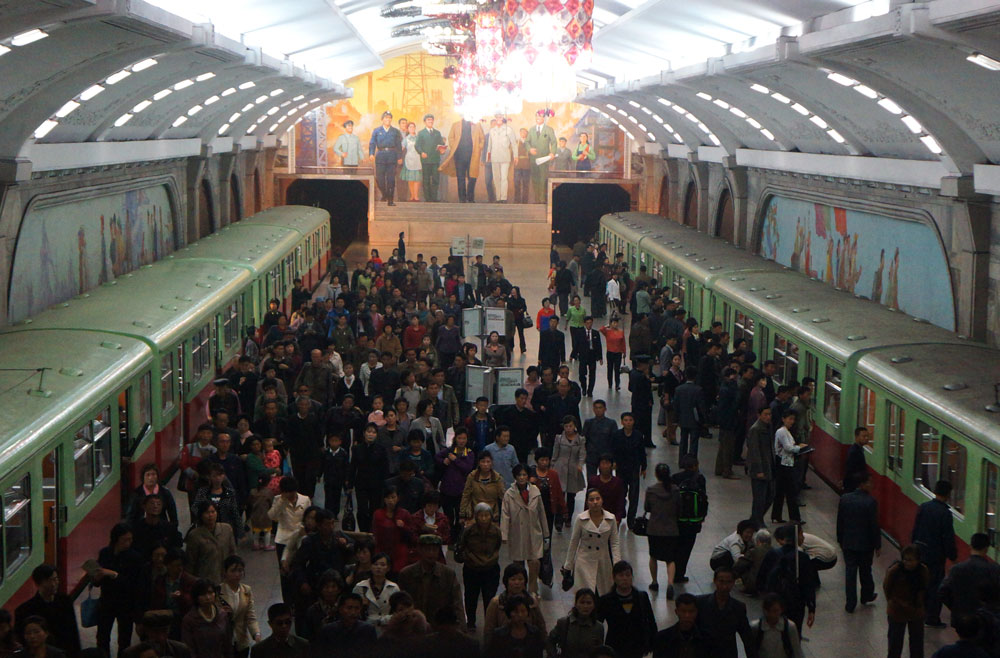
起点のため乗客が入れ替わる

## 駅周辺
市街西端にある。
- 万寿台創作社
- 平壌火力発電所
- 平川閣（レストラン）

## 隣の駅
平壌地下鉄
千里馬線
復興駅 - 栄光駅